# نظم نوین (نازیسم)
نظم نوین اروپا (به آلمانی: Neuordnung) نظام سیاسی بود که آلمان نازی تصمیم داشت در مناطقی که در کنترل خود درمی‌آورد اجرا کند. مقدمهٔ نظم نوین بسیار قبل تر از آغاز جنگ جهانی دوم صورت گرفته بود اما در سال ۱۹۴۱ به صورت رسمی از سوی آدولف هیتلر اعلام عمومی شد.
Das Jahr 1941 wird, dessen bin ich überzeugt, das geschichtliche Jahr einer großen Neuordnung Europas sein!
سال ۱۹۴۱ خواهد آمد و من مطمئنم که سال تاریخی نظم نوین اروپا خواهد بود.
این نظم نوین مستلزم ایجاد پان‌ژرمنیسم و ساختار نژادی در جهان مطابق جهان‌بینی نازیسم بود بر پایهٔ جهان‌بینی آنها نژاد آریایی-نوردیک به عنوان نژاد برتر باید گسترش قلمرو بسیاری داشته باشد و گسترهٔ اروپای مرکزی و شرقی را پوشش دهد همچنین برای این هدف باید حذف فیزیکی یهودی‌ها، اسلاوها (بویژه لهستانی‌ها و مردم روس) کولی‌ها و آنهایی که ارزش زنده ماندن ندارند صورت گیرد. علاوه بر آن کارهایی مانند کشتار دسته جمعی، بیرون راندن از سرزمین یا برده داری بیشتر اسلاوها و دیگرانی که ژن پست دانسته می‌شدند، دوری ناپذیر است.